# Valente de la Cruz
Valente de la Cruz fue un líder campesino mexicano. Nació el 22 de mayo de 1894 en San Luis de la Loma, Técpan de Galeana. Independientemente de las pocas oportunidades de educación logra salir adelante y estudia de manera autodidacta, que luego lo convertiría en profesor de la antigua Escuela real, en Tecpan, llegando inclusive a ser director de la misma.
Luego de escuchar en 1920 un discurso del líder obrero Juan R. Escudero, comienza sus actividades políticas que llegan a consolidarlo como líder nato en 1922, en que fundó una sección del Partido Obrero Campesino, con el fin de que los grandes terratenientes cedieran parte de sus tierras a los campesinos de la Costa Grande, proyecto que animara la formación de ejidos.
De la Cruz pudo entrevistarse en una ocasión con el presidente Álvaro Obregón para explicarle la precaria situación en su estado, quienes habiendo sido dueños de las hectáreas ahora no tenían donde sembrar. Sin embargo, durante su tercer viaje a la Ciudad de México en busca del apoyo presidencial fue detenido y fusilado el 15 de septiembre de 1926 por  Crescencio Otero Galena.